# Anthoscopus parvulus
Anthoscopus parvulus е вид птица от семейство Remizidae.

## Разпространение
Видът е разпространен в Бенин, Буркина Фасо, Камерун, Централноафриканската република, Чад, Демократична република Конго, Кот д'Ивоар, Гамбия, Гана, Гвинея, Гвинея-Бисау, Мали, Мавритания, Нигер, Нигерия, Сенегал, Южен Судан, Судан и Того.